# Dècim Veli Rufus Julià
Dècim Veli Rufus Julià (llatí: Decimus Velius Rufus Julianus) va ser un magistrat romà del segle ii dC.
Va ser nomenat cònsol l'any 178 amb Corneli Orfit. Eli Lampridi diu a la Historia Augusta que sota el regnat de Còmmode va ser acusat de conspiració i executat.